# Rauchenwarth
Rauchenwarth is een gemeente in de Oostenrijkse deelstaat Neder-Oostenrijk, gelegen in het district Bruck an der Leitha (BL). De gemeente heeft ongeveer 600 inwoners.

## Geografie
Rauchenwarth heeft een oppervlakte van 13,4 km². Het ligt in het noordoosten van het land, vlak bij de hoofdstad Wenen.
Van 1954 tot en met eind 2016 hoorde de gemeente bij het district Wien-Umgebung (WU). Dit district werd per 1 januari 2017 opgeheven. Sinds die datum maakt de gemeente Rauchenwarth deel uit van het district Bruck an der Leitha.
Ebergassing · Fischamend · Gablitz · Gerasdorf bei Wien · Gramatneusiedl · Himberg · Klein-Neusiedl · Klosterneuburg · Lanzendorf · Leopoldsdorf · Maria Lanzendorf · Mauerbach · Moosbrunn · Pressbaum · Purkersdorf · Rauchenwarth · Schwadorf · Schwechat · Tullnerbach · Wolfsgraben · Zwölfaxing
- Gemeinsame Normdatei: 4512837-6
- Virtual International Authority File: 244729058